# Gerald Lankester Harding
Gerald Lankester Harding (Tientsin, 1901 – 11 febbraio 1979) è stato un archeologo e linguista britannico.
Direttore del Dipartimento delle antichità giordane dal 1936 al 1956, fu nel corso del suo mandato scientifico che avvenne la scoperta dei Rotoli del Mar Morto, la cui conservazione e la cui pubblicizzazione molto dovettero al suo impegno, che ne impedì la dispersione in collezioni private e, di fatto, la non piena fruibilità scientifica.

## Biografia
Harding nacque a Tientsin, nel nord della Cina, ma trascorse a Singapore la sua prima gioventù, dai due ai tredici anni. Tornò nel Regno Unito coi genitori nel 1913, ma suo padre cadde nel corso della prima guerra mondiale e Harding dovette impiegarsi in numerose attività lavorative dai 16 ai 25 anni. Durante questo periodo fu affascinato dai geroglifici dell'antico Egitto e cominciò a frequentare i corsi tenuti nelle scuole serali dall'apprezzata egittologa Margaret Murray. Intuendone le brillanti capacità, costei lo incoraggiò a scrivere a Sir Flinders Petrie e a farsi prendere lungo l'arco di tempo di un intero anno in uno dei suoi scavi archeologici.
Nel 1926, Petrie stava effettuando scavi a Tell Jemmeh, vicino Gaza, nella Palestina meridionale, dove Harding si unì a lui. I talenti archeologico di Harding si manifestò rapidamente e con James Leslie Starkey e Olga Tufnell, egli divenne parte della giovane squadra di archeologici nota come 'i cuccioli di Petrie' ("Petries's pups"). Mentre era impegnati negli scavi, imparò rapidamente la lingua araba parlata dai beduini locali, tanto da essere poi in grado di parlare il loro dialetto per tutta la vita, malgrado negli ultimi anni vivesse ad Amman e in Libano, e imparò anche a scrivere in arabo.  Harding e altri "cuccioli" operarono con Petrie a Tell Jemmeh, Tell Fara e Tall al-Ajjul tra il 1926 e il 1931, ma nel 1932 essi avviarono uno scavo importante per conto loro, sotto la direzione di Starkey, a Tell ed-Duweir (la biblica Lachish), dove furono ritrovate le famose "Lettere di Lachish", scritte in una lingua paleo-ebraica su cocci di terracotta.  Con Olga Tufnell e Charles Inge, Harding fu responsabile del secondo volume della Relazione finale.
Nel 1936 fu nominato dal governo mandatario britannico in Palestina Ispettore capo delle Antichità, come successore di George Horsfield.   Con l'aiuto del suo assistente beduino, Ḥasan ʿAwād, che era anche un superbo archeologo, Harding dette nuova vita al Dipartimento delle Antichità e si accinse ad effettuare ricognizioni, fotografie e catalogazione dei siti e dei beni archeologici della Giordania. Le sue fotografie e le sue meticolose registrazioni sono ancora conservate nel Dipartimento come materiale prezioso e tecnicamente insuperabile.  Nel condurre un gran numero di scavi e di esplorazioni egli mise a punto una preziosa mappa archeologica della Giordania, fondò un Museo Archeologico nella cittadella di Amman e, nel 1951, dette vita alla rivista scientifica The Annual of the Department of Antiquities of Jordan, ancor oggi attiva.
Harding era perfettamente cosciente della necessità di addestrare un valido insieme di archeologi giordani in grado di succedergli e per un lungo periodo si impegnò fortemente nel provvedere con borse di studio - dapprima durante il Mandato e successivamente nel corso della vita della Giordania indipendente - affinché gli studenti giordani potessero studiare all'estero, visto che nel periodo in cui agiva non esistevano ancora università giordane.  Provvide quindi ad acquisire fondi per permettere a uno studente di recarsi a studiare nell'Institute of Archaeology dell'Università di Londra ma sfortunatamente lo studente, completato il suo corso di studio nel Regno Unito, trovò un impiego in Gran Bretagna e il governo giordano decise quindi di non finanziare più questo tipo di esperienza di studio all'estero.
Nel 1948 Harding venne a sapere dell'esistenza dei Rotoli del Mar Morto grazie alla relazione pubblicata su una rivista archeologica. Dal momento che essi erano stati rinvenuti nell'area di sua giurisdizione, immediatamente dispose che di quanti più possibile fra essi fosse individuato il contesto archeologico, per conservare ogni possibile informazione fosse stato possibile dedurre da essi. In quanto Curatore del Palestine Archaeological Museum (ora "the Rockefeller Museum") a Gerusalemme, egli dispose che quella istituzione aiutasse a indagare l'origine dei rotoli. Lavorando con l'American Schools of Oriental Research e l'École biblique et archéologique française a Gerusalemme, trattò per l'accesso ai rotoli e al loro sito d'origine e organizzò una raccolta di fondi per acquistarli dai beduini che li avevano in origine ritrovati. Con l'archeologo domenicano Roland de Vaux, Harding organizzò poi una squadra di giovani brillanti studiosi per lavorare sui rotoli, inclusi Josef Milik, John Strugnell e John Allegro.
Nel 1948 Harding e de Vaux individuarono infine la località della caverna da cui i rotoli provenivano e insieme vi effettuarono scavi. Investigarono quindi sull'insediamento di Qumran ed esaminarono due tombe nel cimitero di Qumran. Nel febbraio 1952 era impegnato con de Vaux negli scavi delle caverne nel Wadi Murabba'at. Harding continuò a supervisionare tutto ciò che riguardava Qumran e i suoi rotoli fino al 1956, quando scoppiò la crisi di Suez e, con John Bagot Glubb (Glubb Pascià) e tutti gli altri funzionari britannici, fu dimissionato dal governo giordano.

## In Libano
Harding si trasferì in Libano, dove visse nei successivi venti anni. Nel 1959 pubblicò The Antiquities of Jordan, una panoramica di numerosi diversi siti archeologici in Giordania, che comprendeva un capitolo su Qumran, e che rimase la più popolare guida della Giordania per diversi decenni.
Nello stesso anno egli chiese al governo britannico di condurre la prima importante indagine archeologica ad Aden, all'epoca Protettorato britannico dello Yemen meridionale. L'impresa fu realizzata ed egli dette alle stampe i risultati nel suo libro Archaeology in the Aden Protectorate.  Aiutò anche a creare e organizzare il Museo di Aden e a dotarlo della nota Collezione Muncherjee di antichità sud-arabiche, che egli catalogò.
Nell'ultima parte degli anni quaranta, aveva anche cominciato a interessarsi delle iscrizioni dell'Arabia settentrionale, esistenti a migliaia in Giordania.  Dopo il 1956 dedicò gran parte dei suoi sforzi a pubblicarne varie migliaia, contribuendo in maniera decisiva a diradare le nebbie sulle popolazioni arabe più antiche, di cui parla lo stesso Corano senza poterle descrivere più di tanto.  Nel 1971 Harding pubblicò An Index to the Concordance of Pre-Islamic Names and Inscriptions, un lavoro di grande respiro che è ancora universalmente usato da tutti coloro che lavorano sull'Arabia settentrionale e su quella meridionale d'età preislamica.
Harding morì a Londra, dove seguiva cure mediche.  Tuttavia, in segno di rispetto per la sua opera fornita all'Emirato hascemita di Transgiordania e poi al Regno hascemita di Giordania, i suoi resti tornarono in Giordania e, col permesso delle autorità, furono seppelliti sopra il sito archeologico di Jerash, l'antica Gerasa.

## Opere scelte
- 1949 "Recent work on the Jerash forum" in Palestine Exploration Quarterly 81 (Jan.-April 1949): 12-20.
- 1949 "The Dead Sea Scrolls" in Palestine Exploration Quarterly 81 (July-Oct. 1949): 112-116.
- 1952 "Khirbet Qumran and Wady Muraba'at" in Palestine Exploration Quarterly 84 (May-Oct. 1952): 104-109.
- 1953 Four Tomb Groups from Jordan, Londra, Palestine Exploration Fund
- 1953 "The Cairn of Hani'" in Annual of the Department of Antiquities of Jordan 3 (1953): 8-56
- 1958 "Recent discoveries in Jordan", in Palestine Exploration Quarterly 90 (Jan.-Jun. 1958): 7-18.
- 1959 The Antiquities of Jordan, Londra, Lutterworth Press.
- 1971 An Index and Concordance of Pre-Islamic Names and Inscriptions, University of Toronto, Near and Middle East Series 8
- 1978 with F. V. Winnett Inscriptions from Fifty Safaitic Cairns, University of Toronto, Near and Middle East Series 9
  - Una bibliografia completa dei lavori di Harding, curata da Michael Macdonald, è stata pubblicata sotto il titolo "A Bibliography of Gerald Lankester Harding" in Annual of the Department of Antiquities of Jordan 24 (1980): 8-12.